# Сененково
Сененково (укр. Сененкове) — село, Плавинищенский сельский совет, Роменский район, Сумская область, Украина.
Население по переписи 2001 года составляло 142 человека.
Есть на Большой карте Российской империи 1812 года для Наполеона.

## Географическое положение
Село Сененково находится в 1-м км от левого берега реки Сула.
На расстоянии до 1 км расположены сёла Кононенково и Загребелье.
По селу протекает пересыхающий ручей с запрудой.

## Экономика
- Молочно-товарная ферма.